# Drew Windle
Drew Windle (* 22. Juli 1992 in New Albany, Ohio) ist ein ehemaliger US-amerikanischer Mittelstreckenläufer, der sich auf den 800-Meter-Lauf spezialisiert hat. 2018 wurde er Vizehallenweltmeister über 800 Meter und feierte damit seinen größten sportlichen Erfolg.

## Sportliche Laufbahn
Drew Windle wuchs in Ohio auf und absolvierte ein Studium an der Ashland University. Erste internationale Erfahrungen sammelte er im Jahr 2014, als er bei den U23-NACAC-Meisterschaften in 1:51,62 min den fünften Platz über 800 Meter. 2017 erreichte er bei den Weltmeisterschaften in London das Halbfinale und schied dort mit 1:46,33 min aus. Im Jahr darauf gewann er bei den Hallenweltmeisterschaften in Birmingham in 1:47,99 min die Silbermedaille hinter dem Polen Adam Kszczot. 2022 bestritt er seine letzte Wettkampfsaison und beendete daraufhin seine aktive sportliche Karriere im Alter von 30 Jahren.

## Persönlichkeiten
- 800 Meter: 1:44,63 min, 6. Juli 2017 in New York City
  - 600 Meter (Halle): 1:17,14 min, 23. Februar 2019 in New York
  - 800 Meter (Halle): 1:45,52 min, 2. März 2018 in Birmingham